# Teodor (cònsol 505)
Teodor (fl. 505–523) va ser un polític italià durant el regnat de Teodoric el Gran. Va ocupar el consolat amb Sabinià com a col·lega seu l'any 505.
Teodor era fill de Caecina Deci Màxim Basili ( cònsol l'any 480), i germà d'Albí (cònsol l'any 493), Aviè (cònsol el 501) i Inportú (cònsol el 509).
Mentre ajudava el seu germà Inportú a organitzar els jocs per celebrar el seu consolat, varen ser acusats, pels Verds, d'atacar-los i matar un dels seus membres. Una carta de Teodoric que es conserva ordena a tots dos que responguin a aquestes al·legacions davant del tribunal dels inlustres Celià i Agapit.
John Moorhead identifica Teodor com el destinatari d'una carta supervivent del bisbe Fulgenci de Ruspe, escrita l'any 520. Tot i que Fulgentius admet que no es coneixen, escriu a Teodor a causa d'uns quants amics comuns, li proporciona molts consells espirituals i acaba demanant a Teodor que saludi la seva mare i la seva esposa. «La carta», assenyala Moorhead, «tot i que no proporciona gaire informació concreta sobre Teodor, sens dubte interessa principalment a l'historiador de l'espiritualitat, però ens permet situar Teodor dins d'un altre context, el del cercle de corresponsals de Fulgenci».
El 523, va formar part del seguici del papa Joan I, a qui el rei Teodoric havia ordenat que es dirigís a Constantinoble i obtingués una moderació del decret de Justí I, del 523, contra els arrians. Teodoric va amenaçar que si Joan fracassava en la seva missió, hi hauria represàlies contra els catòlics ortodoxos d'Occident. Altres senadors que acompanyaven el papa Joan incloïen el seu germà Inportú, Agapit i el patrici Agapit.